# Marin Mustață
Marin Mustață (ur. 3 marca 1954 w Bukareszcie, zm. w sierpniu 2007 w Luksemburgu) – rumuński szablista, dwukrotny medalista olimpijski i srebrny medalista mistrzostw świata.
Na igrzyskach olimpijskich w Montrealu w 1976 reprezentacja Rumunii w składzie: Dan Irimiciuc, Ioan Pop, Marin Mustață, Cornel Marin, Alexandru Nilca zdobyła brązowy medal w zawodach drużynowych. Indywidualnie nie startował. Podczas rozgrywanych cztery lata później igrzysk olimpijskich w Moskwie zajął 5. miejsce w rywalizacji drużynowej i 23. w indywidualnej. Brał również udział w igrzyskach olimpijskich w Los Angeles w 1984, wspólnie z Ioanem Popem, Alexandru Chiculițą, Cornelem Marinem i Vilmoșem Szabo zajmując drużynowo trzecie miejsce. W zawodach indywidualnych zajął tym razem szóstą pozycję.
Podczas mistrzostw świata w Buenos Aires w 1977 wraz z Danem Irimiciuciem, Cornelem Marinem, Ioanem Popem i Alexandru Nilca zdobył srebrny medal w zawodach drużynowych. Był to jego jedyny medal wywalczony w zawodach tego cyklu.
Indywidualnie zostawał mistrzem Rumunii w 1977, 1978, 1981, 1982 i 1984.
Jego kuzyn, Cornel Marin, także był szermierzem.